# R'lyeh

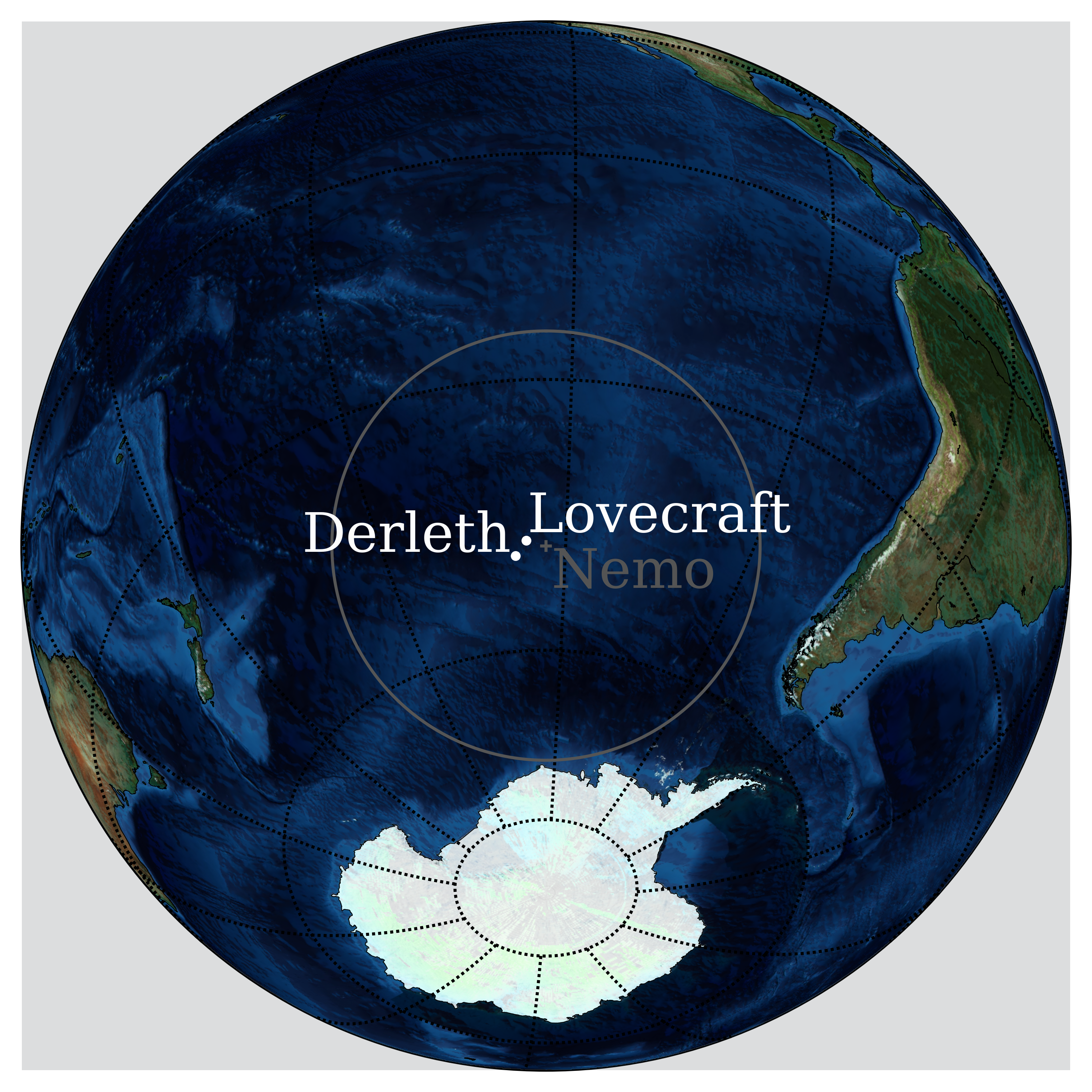
R'lyeh ligger mitt i en av jordens största oceanytor. Bilden visar var Lovecraft och August Derleth placerat staden. Även Stilla havets otillgänglighetspol (Point Nemo) finns utmärkt.

R'lyeh [rɔ-leː-ɑː] (eller [rɪll-ɑːɪ'-ɛː]) är en fiktiv stad som beskrivs i H. P. Lovecrafts litterära verk.
R'lyeh är en sjunken stad som ligger någonstans på Stilla havets botten. I den finns den gudlika varelsen Cthulhu - död, men drömmande. Staden har en arkitektur som baseras på icke-euklidisk geometri.